# Оришківська сільська рада
Ори́шківська сільська́ ра́да — колишня адміністративно-територіальна одиниця та орган місцевого самоврядування в Гусятинському районі Тернопільської області. Адміністративний центр — с. Оришківці.

## Загальні відомості
- Територія ради: 19,515 км²
- Населення ради: 1 606 осіб (станом на 2001 рік)
- Територією ради протікає річка Оришка

З 30 липня 2018 р. у складі Копичинецької міської громади.

## Населені пункти
Сільській раді підпорядковані населені пункти:
- с. Оришківці

## Склад ради
Рада складається з 16 депутатів та голови.
- Голова ради: Лошнів Володимир Миколайович
- Секретар ради: Балик Олександра Іванівна

### Керівний склад попередніх скликань
| Прізвище, ім'я, по батькові  | Основні відомості                                                               | Дата обрання | Дата звільнення |
| ---------------------------- | ------------------------------------------------------------------------------- | ------------ | --------------- |
| Лошнів Володимир Миколайович | Сільський голова, 1956 року народження, освіта середня спеціальна, безпартійний | 26.03.2006   | 31.10.2010      |
| Лошнів Володимир Миколайович | Сільський голова, 1956 року народження, освіта середня спеціальна, безпартійний | 31.10.2010   |                 |

Примітка: таблиця складена за даними сайту Верховної Ради України

### Депутати
За результатами місцевих виборів 2010 року депутатами ради стали:

#### За суб'єктами висування
| Суб'єкт висування | Кількість обраних депутатів | %   |
| ----------------- | --------------------------- | --- |
| Самовисування     | 16                          | 100 |

#### За округами
| № округу | Прізвище, ім'я, по батькові    | Дата визнання обраним | Освіта  | Партійна приналежність | Відомості про обраного депутата                          |
| -------- | ------------------------------ | --------------------- | ------- | ---------------------- | -------------------------------------------------------- |
| 1        | Канон Ігор Петрович            | 04.11.2010            | середня | позапартійний          | ПП"Агромасар", водій                                     |
| 2        | Фірман Михайло Іванович        | 04.11.2010            | середня | позапартійний          | приватний підприємець                                    |
| 3        | Мамій Іван Михайлович          | 04.11.2010            | середня | позапартійний          | Білецьке лісництво, майстер                              |
| 4        | Рибак Марія Іванівна           | 04.11.2010            | середня | позапартійна           | Сільська рада, бухгалтер                                 |
| 5        | Чіх Богдан Данилович           | 04.11.2010            | середня | позапартійний          | Сільська рада, землевпорядник                            |
| 6        | Балик Олександра Іванівна      | 04.11.2010            | середня | позапартійна           | Сільська рада, секретар                                  |
| 7        | Костецький Петро Володимирович | 04.11.2010            | середня | позапартійний          | Чортківське СІЗО, оператор газової котельні              |
| 8        | Слободян Мирослав Петрович     | 04.11.2010            | середня | позапартійний          | загальноосвітня школа I-III ст. № 2 м. Копичинці, сторож |
| 9        | Возьний Андрій Зіновійович     | 04.11.2010            | вища    | позапартійний          | АЗС «ВВА», оператор                                      |
| 10       | Зрайчик Ігор Ярославович       | 04.11.2010            | середня | позапартійний          | фермерське господарство «Пролісок», голова               |
| 11       | Ющак Петро Миколайович         | 04.11.2010            | середня | позапартійний          | фермерське господарство «Воля», голова                   |
| 12       | Лошнів Олег Володимирович      | 04.11.2010            | середня | позапартійний          | фермерське господарство «Світанок», голова               |
| 13       | Юрчак Микола Михайлович        | 04.11.2010            | середня | позапартійний          | тимчасово не працює                                      |
| 14       | Гаврилишин Василь Ярославович  | 04.11.2010            | середня | позапартійний          | приватний підприємець                                    |
| 15       | Солонинка Ярослав Михайлович   | 04.11.2010            | середня | позапартійний          | ВАТ"Тернопільвтомет", менеджер                           |
| 16       | Присяжний Степан Мирославович  | 04.11.2010            | середня | позапартійний          | тимчасово не працює                                      |